# Championnats du monde de ski alpin 1999
Navigation
Sestrières 1997 Sankt Anton 2001
Championnats du monde de ski alpin, à Vail, dans le Colorado, aux États-Unis, du 2 au 14 février 1999.

## Hommes
| Épreuves | Or                       | Argent       | Bronze              |
| -------- | ------------------------ | ------------ | ------------------- |
| Descente | Hermann Maier            | Lasse Kjus   | Kjetil André Aamodt |
| Super-G  | Lasse Kjus Hermann Maier |              | Hans Knauss         |
| Géant    | Lasse Kjus               | Marco Büchel | Steve Locher        |
| Slalom   | Kalle Palander           | Lasse Kjus   | Christian Mayer     |
| Combiné  | Kjetil André Aamodt      | Lasse Kjus   | Paul Accola         |

## Femmes
| Épreuves | Or                    | Argent               | Bronze               |
| -------- | --------------------- | -------------------- | -------------------- |
| Descente | Renate Götschl        | Michaela Dorfmeister | Stéphanie Schuster   |
| Super-G  | Alexandra Meissnitzer | Renate Götschl       | Michaela Dorfmeister |
| Géant    | Alexandra Meissnitzer | Andrine Flemmen      | Anita Wachter        |
| Slalom   | Zali Steggall         | Pernilla Wiberg      | Trine-Bakke Rognmo   |
| Combiné  | Pernilla Wiberg       | Renate Götschl       | Florence Masnada     |

## Tableau des médailles
| Rang | Nations            | Or | Argent | Bronze | Total |
| 1    | Autriche           | 5  | 3      | 5      | 13    |
| 2    | Norvège            | 3  | 4      | 2      | 9     |
| 3    | Suède              | 1  | 1      | 0      | 2     |
| 4    | Australie Finlande | 1  | 0      | 0      | 1     |
| 6    | Liechtenstein      | 0  | 1      | 0      | 1     |
| 7    | Suisse             | 0  | 0      | 2      | 2     |
| 8    | France             | 0  | 0      | 1      | 1     |